# Стреляний Анатолій Іванович
Анато́лій Іва́нович Стре́ляний (нар. 5 лютого 1939, Харків, УРСР) — радянський, потім український російськомовний письменник, сценарист і прозаїк, публіцист, радіоведучий, коментатор, спеціальний кореспондент, журналіст (зараз постійно публікується на «Радіо Свобода»).
Член Спілки письменників СРСР (1975), член та віцепрезидент (1989—1991) Російського ПЕН-центру.
Лауреат Державної премії СРСР (1989). Проза та статті Стреляного присвячені в основному сільському життю та проблемам економіки.
Жив переважно у Сумській області, у селі Рябина, а також в Охтирці.

## Біографія
Закінчив факультет журналістики МДУ (1957—1971).
Працював у газетах Казахстану, потім багато років був спеціальним кореспондентом «Комсомольської правди». Член КПРС із 1971 року.
Був коментатором Агентства друку «Новини» (АПН), відповідальним секретарем журналу «Новий мір» (завідував відділом публіцистики, 1986).
Один із відомих учасників організації «Апрель» (всесоюзна асоціація письменників на підтримку Перебудови). У жовтні 1990 року підписав «Римське звернення».
Як коментатор брав участь у телепроєкті Л. Парфьонова «Намедни 1961—1991: Наша ера».
Працював на радіо «Свобода» з 1995 по 2019 роки; вів програму «Росія вчора, сьогодні, завтра», потім — передачу «Ваші листи».

### Політичні погляди
Попри народження в Україні і підтримку української державності, писав російською мовою, для російської аудиторії та переважно на внутрішні російські теми.
Підтримав проголошення незалежності України у 1991 році та закінчення «політики русифікації», хоча його висловлювання про причини агресії на сході України було двозначним.
Був прихильником Бориса Єльцина і підтримав його переобрання в 1996.
Підтримував Віктора Ющенка, називаючи того «великим президентом». Підтримав Євромайдан; після подій в Україні в 2014 році різко критично відгукувався про Володимира Путіна та Віктора Януковича. Схвалював політику Петра Порошенка. Негативно оцінив прихід до влади Володимира Зеленського.

## Фільмографія
- Таємне голосування (1980)
- Рік теляти (1986)
- Архангельський мужик (про архангельського фермера Сівкова — 1986, Каннський кінофестиваль — Головний приз.
- Намедни 1961—1991. Документальний цикл Леоніда Парфьонова.

## Нагороди та премії
- Державна премія СРСР (1989) — за сценарій телевізійного художньо-публіцистичного фільму «Архангельський мужик»

## Публікації
книги
- Земля его — судьба его. — М.: Политиздат, 1971. — 136 с.
- В большой семье. — М.: Политиздат, 1972.
- Алейский инцидент. — М.: Советская Россия, 1974.
- В Старой Рябине: Очерки. — М.: Советский писатель, 1978. — 398 c.
- Женские письма. — М.: Советская Россия, 1981.
- В гостях у матери. — М.: Советский писатель, 1984.
- Приход и расход. — М.: Советская Россия, 1987. — 96 с.
- Сенная лихорадка [повести: Сенная лихорадка, Трое в степи; рассказы: В табуне, Иван Иванович, Слёзы Очкова; очерки: Соседи, На капусте под Москвой, Приход и расход]. — М.: Советский писатель, 1988. — 592 с. — 100 000 экз.
- В гостях у матери: Семейная повесть. — М.: Правда, 1989. — 478 с.
- Год личной жизни. — М.: Современник, 1989. — 320 с.
- Стреляный на «Свободе», или Последнее мирное лето. — Мн., 1990.
- Сходит затмение. — М.: Новости, 1991. — 352 с. — (Время. События. Люди). — 20 000 экз. — ISBN 5-7020-0347-0.
- Ваши письма на «Свободу». — М.: Время, 2000. — 496 с. — (Диалог: Политика, история, наука, экономика). — 3000 экз. — ISBN 5-94117-010-6.

статті
- Постепенность губит революции: Выступление 15 мая 1987 года в Московском университете // Страна и мир. — 1987. — № 4.
- Лязг клинков // Синтаксис. — 1988. — № 22.
- Последний романтик: О Н. С. Хрущёве // Дружба народов. — 1988. — № 11
- Стрельба влёт // Дружба народов. — 1988. — № 6
- Постепенность самоцель? // Страна и мир. — 1988. — № 6
  - Постепенность самоцель? // Синтаксис. — 1988. — № 24.
- Революционеры и «постепеновцы» // Время и мы. — 1988. — № 103.
- С красной строки: Русские мечтания // Страна и мир. — 1989. — № 3